# Abacena palliceps
Abacena palliceps är en fjärilsart som beskrevs av Felder 1874. Abacena palliceps ingår i släktet Abacena och familjen nattflyn. Inga underarter finns listade i Catalogue of Life.